# Marion megye (Oregon)
Marion megye az Amerikai Egyesült Államokban, azon belül Oregon államban található. Megyeszékhelye és legnagyobb városa Salem. Lakosainak száma 345 920 fő (2020. április 1.).

## Szomszédos megyék
- Yamhill megye (északnyugat)
- Clackamas megye (észak)
- Wasco megye (északkelet)
- Jefferson megye (kelet)
- Linn megye (dél)
- Polk megye (nyugat)

## Népesség
A megye népességének változása:
| Lakosok száma | 315 948 | 317 858 | 321 397 | 323 614 | 330 700 | 345 920 |
|               | 2010    | 2011    | 2012    | 2013    | 2015    | 2020    |